# Giacomo Venturoli
Giacomo Venturoli (fl. XVII secolo) è stato un matematico italiano.

## Biografia

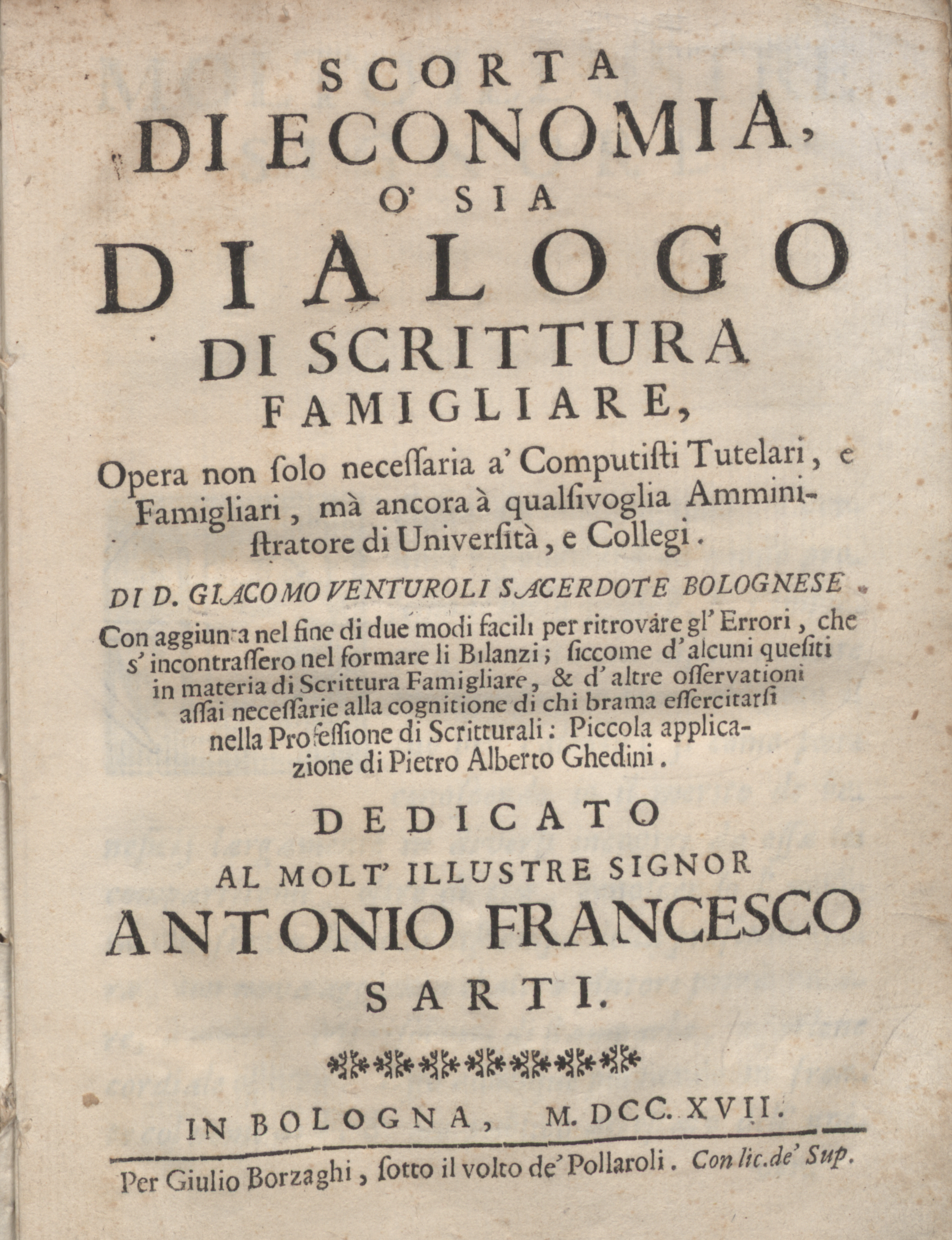
Scorta di economia, 1717

Era sacerdote e insegnava aritmetica pratica nelle scuole religiose di Bologna; contribuì allo sviluppo della ragioneria in Italia.
Nella sua opera Scorta di economia, figurano come fonti autorevoli gli economisti Angelo Pietra e Domenico Manzoni.

## Opere
- Dialogo aritmetico. Nel quale si contengono i veri fondamenti dell'Arte, Bologna, Clemente Maria Sassi, 1664.
- Scorta di economia, ò sia dialogo di scrittura famigliare, Bologna, Giulio Borzaghi, 1717.
- Breve compendio di tutte le regole dell'aritmetica pratica aggiuntovi nuove osservazioni con tutte le regole della geometria pratica, Bologna, Stamperia del Longhi, 1754.